# Erythronium sibiricum
Erythronium sibiricum là một loài thực vật có hoa trong họ Liliaceae. Loài này được (Fisch. & C.A.Mey.) Krylov miêu tả khoa học đầu tiên năm 1929.